# أحمد ولد خديم
الشيخ أحمد ولد الشيخ أحمد ولد أعلي ولد اخْدَيم الجعفري الآكشاري بأوسرد (1929 - 27 أكتوبر 2020) هو مجاهد ورئيس لجنة الأساليب والإفتاء اللغوي في مجلس اللسان العربي بموريتانيا.

## حياته
درس ولد أحمد الخديم بالمحاظر الموريتانية وهو شاعر وأديب. وكان من بين خريجي الدفعات الأولى من المعهد العالي للدراسات والبحوث الإسلامية.هو المجاهد ابن الشهيدين إذ أن كل من والده وجده أستشهدا في حرب المقاومة ضد المستعمر الإسباني والفرنسي، فأستشهد والده الشيخ أحمد ولد اخديم سنة 1928 عند بوخزامة، وأستشهد جده أعلي ولد اخديم سنة 1915 عند أكنينة التيكيويت.
قاوم الشيخ أحمد الابن إلى جانب جيش التحرير الصحراوي كل من المستعمرين الفرنسي في موريتانيا والإسباني في الصحراء الغربية وترعرع في وطأة المستعمر الإسباني في الصحراء الغربية «أوسرد» وجنده الإسبان في المعسكراتهم منذ صغره إلى أن اشتد عوده وصار شاباً, ذا علم ومعرفة قرر الهروب من المعسكرات الإسبانية صوب جيش التحرير الصحراوي ليجاهد في سبيل الله ويقاتل الإسبان بدل التجنيد لصالحهم.

## الهروب من المعسكر الإسباني
في 24 ديسمبر 1957 عزم الشيخ أحمد وويدانَ ولد بكاه وعبد الله ولد بناني وعريفان أكبر رتبة منهم هما محمد بارك الله وبرامي الهروب من الحامية العسكرية الإسبانية بالعركوب في ليلة شديدة البرودة حالكة الظلام، فنجحت خطتهم للهروب من الحامية دون علم الإسبان بذلك، وباتوا تلك الليلة وهم يتختلون بمحاذات الكثبان الرملية خوف أن تراهم أحد منظارات الإسبان فيلحقوا بهم. ما إن حل الصباح حتى إذا بصوت رباعيات الدفع مسرعة من بعيد فأفاقوا على صوتها، ونهضوا مسرعين نحوا بنادقهم متكئين على بطونهم والبنادق مصوبة نحو سيارات لكن قدر الله ان رجلا من قياد الفرقة الإسبانية التي تلحق بهم يسمى بمبَ ولد أعلي سالم قد لمحهم ببصره فأخذته الحمية أن يأمر الجنود بالرجوع قائلا لا يمكننا تخطي هذه الكثبان لذلك علينا الرجوع, فرجعت الفرقة الإسبانية قبل أن تصلهم ببضع كيلومترات. وواصل الأخيرون مسيرتهم نحو منطقة «نكجير» شرق مدينة العيون حيث تتمركز هناك أكبر قوى جيش التحرير.

## مقاومة المستعمر الإسباني
وصل الشيخ أحمد ورفاقه إلى جيش التحرير يوم 27 ديسمبر 1957 ورحبوا بهم ترحيبا يليق بأمثال هؤلاء المجاهدين والمضحين بأرواهم أغلى ما يملكون في سبيل الوطن حيث التقى الشيخ أحمد بشقيقه سيدي ولد اخْدَيم في فرقة الركيبات السواعد، ومكثوا بعدها يومين لجمع عدتهم ورباطهم في راحة محارب حتى 31 ديسمبر إنطلقوا صوب حامية العركوب ليلا لشن هجوم على ثكنات العدو الإسباني إنقسموا خلالها إلى ثلاث فرق أخذت كل منها موقعا تكتيكيا، تسللت إحداها وكان من ضمنها الشيخ أحمد وسيدي ولد اخْدَيم ومربيه ربو ولد الشيخ الولي وحويدا ولد برهي الساعدي وآخرون نحو خزينة السلاح لاغتنام بعض أسلحة العدو ليفاجئهم أحد حرسها بقنبلة يدوية لم يصب على إثرها أحد فأشعلة فتيلة معركة ضارية بين المجاهدين والعدو دامت لساعتين من الزمن كبدوه خلالها خسائر مادية وبشرية كبيرة واغتنموا كما من السلاح، استشهد خلالها سلمى ولد سويدي الساعدي من قبيلة الركيبات ونقلوه إلى آكْركَرْ نواحي كْليب اجَديانْ وتم دفنه هناك. ومع حلول الصباح حومت فوقهم أربع طائرات حربية وشنة عليهم عدة غارات لتمشيط المنظقة قبل وصول الجيش الإسباني صار ضحيتها 13 جملا ما يعرف بـالمركوب باللهجة الحسانية ولحظة وصول الجيش الإسباني الساعة 12 زوالا قام بقصف المجاهدين بجميع الأسلحة لتي توفر عليها من جوية وبرية..بعد مجابهة كبيرة من المجاهدين سقط الشهيدين الركيبي ولد مرزوك من قبيلة أيت لحسن وأحمد فال الرويجي والعشرات الجرحى والقتلى في صفوف العدو والذي لم يستطع تجاوز هضبات منطقة أكركر بالسيارات التي تحمل الأسلحة الثقيلة ما ساهم في تراجعه مدحورا من طرف المجاهدين...
وفي مساء ذلك اليوم قرر المجاهدين العودة إلى معسكراتهم في منطقة نَكْجيرْ شرق مدينة العيون حيث استقبلهم مجاهدي قبيلة أولاد دليم بأربع نحائر تقديرا لبطولاتهم في دحر العدو.

## المؤامرة الفرنسية الإسبانية
في مطلع شهر مارس سنة 1958 استدعى جيش التحرير مجاهديه من كل البلدان المجاورة لإخطارهم بقدوم قوة فرنسية إسبانية في حملة لإبادة مشروع جيش التحرير وأن على كل المجاهدين التصدي لها بشن هجمات مشتركة على كل من المستعمر الفرنسي في موريتانيا والإسباني في الصحراء الغربية فبدأ توافد المجاهدين بكثرة من موريتانيا وبقاع الصحراء الغربية واجتمعوا في منطقة الطوارف في تيرس، شنت الطائرات الفرنسية عدة غارات متتالية على المنطقة طوال 15 يوما في تزايد لأعداد الشهداء يوما بعد يوم إلى اليوم الخامس عشر شنت كل من فرنسا وإسبانيا حربا دامية على المجاهدين وحتى على الأطفال والنساء والأبرياء العزل الذين لا دخل لهم في هذه الحرب من قريب ولا من بعيد، فلقي المئات بل عشرات المئات من الشهداء حتفهم إثر الحرب التي استخدم فيها العدوان الفرنسي والإسباني كافة أشكال القتل وأسلحة الدمار من طائرات وأسلحة ثقيلة...
أدت هذه الحرب لتفكك جيش التحرير وذهب كل في سبيله فمن المجاهدين من ذهب إلى موريتانيا ومنهم من استقر في مكان بعيد عن المعسكرات الإسبانية ومنهم من مات عطشا في الطريق، فانطلق الشيخ أحمد وسيدي ولد اخْدَيم إلى أوسرد ليلتقوا بأهلهم وبوالدتهم التي باتت تعد الليالي في انتظارهم.